# Jean Baptiste Treilhard
Jean Baptiste Treilhard (Brive-la-Gaillarde, 3 gennaio 1742 – Parigi, 1º dicembre 1810) è stato un magistrato, diplomatico e generale francese.
Affrontò i vari problemi della repubblica e dell'impero con grandi capacità politiche, giocando numerose volte un ruolo decisivo.
Senza raggiungere la notorietà di alcuni suoi colleghi rivoluzionari, ricoprì numerosi importanti incarichi: presidente della Assemblea Nazionale Costituente (20 luglio - 1º agosto 1790), presidente della Convenzione nazionale (27 dicembre 1792 - 10 gennaio 1793, in coincidenza del processo di Luigi XVI), tre volte membro del Comitato di salute pubblica (7 aprile 1793 - 12 giugno 1793; 31 luglio 1794 - 5 novembre 1794; 4 maggio 1795 - 2 agosto 1795), presidente del Consiglio dei Cinquecento, membro del Direttorio.
Eugene Marbeau descrisse Jean-Baptiste Treilhard come "un uomo onesto e giusto, felice di fare il proprio dovere in ogni situazione... ma che non cercava... di dominare gli eventi". Fu sepolto all'interno del Pantheon a Parigi.

## Biografia
Nacque a Brive-la-Gaillarde, nel Corrèze, da un uomo che era présidial e maire perpétuel di Brive.
Jean Baptiste studiò al collège des doctrinaires di Brive, e ricevette un'educazione bilanciata tra scienza e fede.
Dopo gli studi di diritto si trasferì a Parigi divenendo, nel 1761, avvocato del parlamento francese. Fu un pupillo di Anne Robert Jacques Turgot, futuro controllore di finanza (24 agosto 1774 - 12 maggio 1776) di Luigi XVI di Francia. Treilhard si occupò degli affari giudiziari della famiglia Condé.

## Rivoluzione francese
Treilhard fu eletto deputato del Terzo Stato di Parigi presso gli Stati Generali del 1789, prima di passare all'Assemblea Nazionale Costituente. Uno dei suoi primi importanti incarichi fu nel Comité ecclésiastique (Comitato ecclesiastico) in cui promosse la Costituzione civile del clero, un'importante riorganizzazione della Chiesa cattolica (compresa la soppressione dei monasteri e l'esproprio delle sue proprietà). Fu per qualche giorno presidente dell'Assemblea Nazionale Costituente (20 luglio - 1º agosto 1790).
Ineleggibile, come tutti i membri dell'Assemblea Costituente, per l'Assemblea legislativa, divenne presidente del tribunale penale di Parigi, ma fu giudicato poco deciso.
Eletto alla Convenzione nazionale dal dipartimento di Seine-et-Oise, Treilhard fu presidente (27 dicembre 1792 - 10 gennaio 1794) della Convenzione nazionale e, come tale, fu primo magistrato durante una parte del processo di Luigi XVI, nel quale votò a favore della morte.
Fu uno dei membri inaugurali del Comitato di salute pubblica (7 aprile 1793 - 12 giugno 1793), ma fu escluso dai montagnardi. Fu imprigionato, ma sopravvisse al Regime del Terrore. Il 31 luglio 1794, dopo il 9 termidoro anno II (27 luglio 1794), fece ritorno al Comitato fino al 5 novembre 1794. Ricoprì di nuovo la carica dal 4 maggio al 2 agosto 1795.
Treilhard partecipò a tre missioni:
- 17 giugno - 7 agosto 1793: in Gironda e Lot e Garonna, con il collega deputato Mathieu.
- 22 settembre - 25 novembre 1793: a Marly (Seine-et-Oise, oggi Yvelines), con Auguis e Enlart
- 30 dicembre 1794 - 4 aprile 1795: a Bec-d'Ambes (Gironda) e di nuovo in Lot e Garonna

## Direttorio
Divenne presidente del Consiglio dei Cinquecento nel mese di nevoso, anno IV (22 dicembre 1795 - 23 gennaio 1796). L'1 piovoso anno IV (21 gennaio 1796) tenne un discorso in occasione del terzo anniversario dell'esecuzione di Luigi XVI, nel quale criticò la monarchia.
Nel 1795 si accordò per lo scambio della figlia di Luigi XVI di Francia, Maria Teresa Carlotta di Borbone-Francia, futura duchessa di Angoulême, tenuta prigioniera della repubblica dall'autunno 1792, per i commissari degli esercito traditi dal generale Charles François Dumouriez e consegnati agli austriaci nella primavera del 1793.
Dopo il rifiuto della nomina ad ambasciatore a Napoli nel 1796, fu giudice della corte di cassazione (6 settembre - 23 ottobre 1797), prima che il Direttorio lo nominasse ministro plenipotenziario durante il congresso di Rastatt del dicembre 1797.
Treilhard divenne uno dei cinque direttori, il corpo esecutivo della Francia, il 15 maggio 1798 (26 fiorile anno VI) al posto di François de Neufchâteau. Presiedette il Direttorio dal 24 agosto al 27 novembre 1798.
Il 17 giugno 1799 la sua elezione a membro fu invalidata da una risoluzione del Consiglio degli Anziani, sulla base di un errore avvenuto durante la nomina. Il suo posto fu occupato da Louis Gohier.

## Consolato ed impero

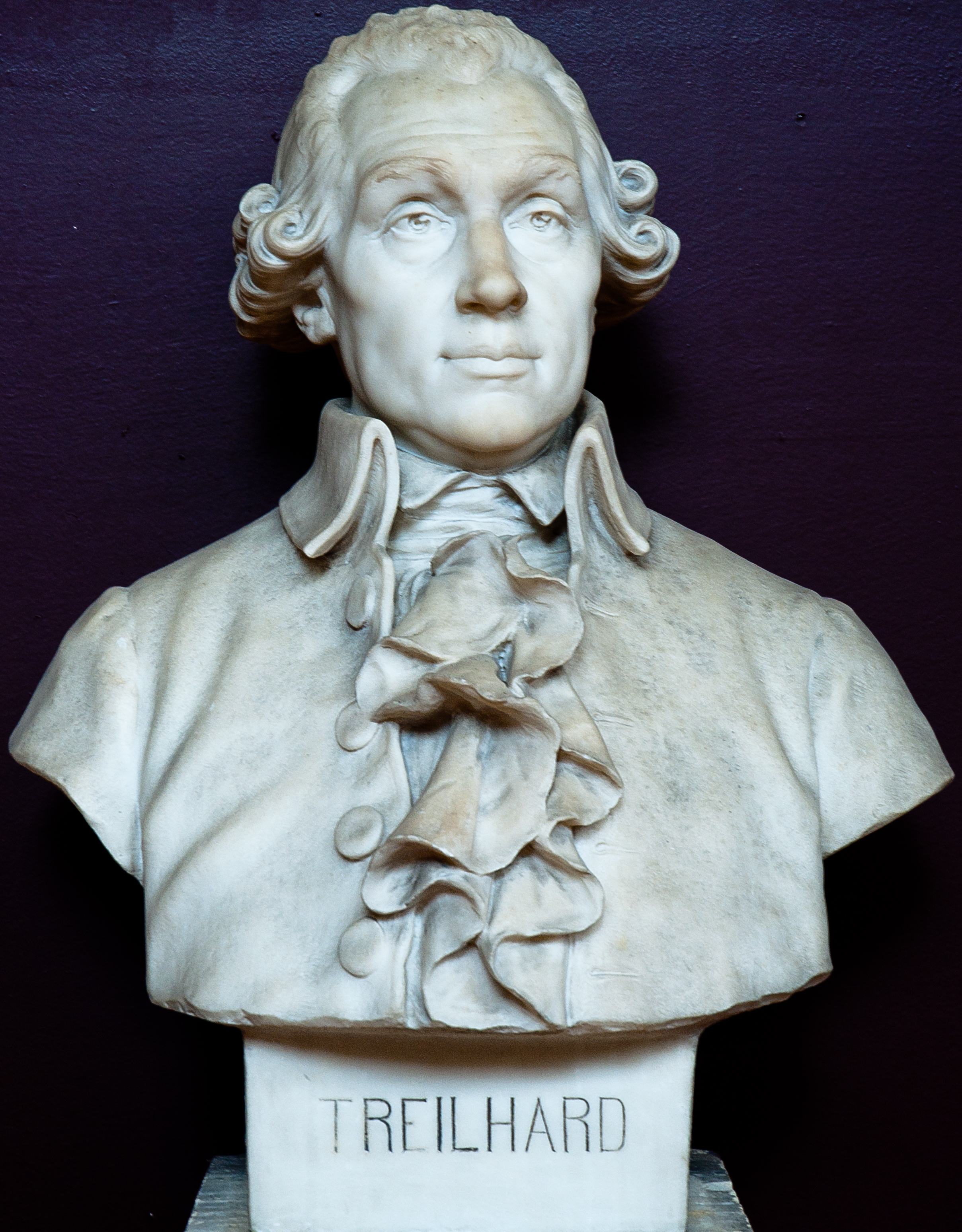
Busto di Jean-Baptiste Treilhard. Versailles

Dopo il colpo di Stato del 18 brumaio (10 novembre 1799), nel corso del Consolato, il 4 aprile 1800 fu nominato vicepresidente della corte d'appello del dipartimento della Senna, e ne divenne il presidente il 1º gennaio 1802. Guidò la sezione legislativa del Consiglio di Stato nel 1802 e partecipò alla stesura del Codice Napoleonico, del Codice Penale e del Codice del Commercio in stretta collaborazione con François Denis Tronchet e Jean-Étienne-Marie Portalis. Fu anche senatore.
Fu nominato Grand Ufficiale della Legion d'onore il 14 giugno 1804, e conte dell'impero il 24 aprile 1808.
Il 30 marzo 1809 fu nominato nel Consiglio di Stato, ruolo che ricoprì fino alla morte.
Come ufficiale dell'impero, fu sepolto nel Pantheon il 5 dicembre 1810.